# Musikjahr 1857
Liste der Musikjahre

◄◄ | ◄ | 1853 | 1854 | 1855 | 1856 | Musikjahr 1857 | 1858 | 1859 | 1860 | 1861 | ► | ►►

Weitere Ereignisse
Dieser Artikel behandelt das Musikjahr 1857.

## Ereignisse
- 24. Februar: In New Orleans findet erstmals der Mardi Gras-Umzug in der heute noch gebräuchlichen Form statt.
- 27. April: In Buenos Aires wird das von Charles Pellegrini errichtete erste Teatro Colón mit Verdis La traviata eröffnet.
- 05. Mai: Anlässlich der Eröffnung der Kunstausstellung Art Treasures of Great Britain in Manchester wird von Charles Hallé ein Orchester, das spätere Hallé-Orchester gegründet, das dort tägliche Konzerte veranstaltet.
- 18. August: Cosima Liszt heiratet Hans von Bülow in der Hedwigskirche in Berlin. Auf ihrer Hochzeitsreise besuchen die beiden Richard Wagner in Zürich, der zu diesem Zeitpunkt im Gartenhaus der Villa Wesendonck wohnt.

|  | Oben: Noten; Links: Melodie abspielen (Audiodateiinfo). |

- 00. August: James Lord Pierpont veröffentlicht in Boston das Winterlied One Horse Open Sleigh.

### Instrumental- und Vokalmusik (Auswahl)
- 07. Januar: Das Klavierkonzert Nr. 2 A-Dur von Franz Liszt hat seine Uraufführung in Weimar.
- 15. Februar: Die im Vorjahr komponierte Sinfonie F-Dur mit dem Beinamen Urbs Roma von Camille Saint-Saëns wird durch die Société des jeunes artistes du Conservatoire unter Jules Pasdeloup uraufgeführt.
- 05. September: Anlässlich der Einweihung des Goethe- und Schiller-Denkmals wird in Weimar die Faust-Sinfonie von Franz Liszt uraufgeführt. Sie ist inspiriert durch Goethes Drama Faust I und stellt eine der Sinfonie-Form nahestehende Sinfonische Dichtung dar.

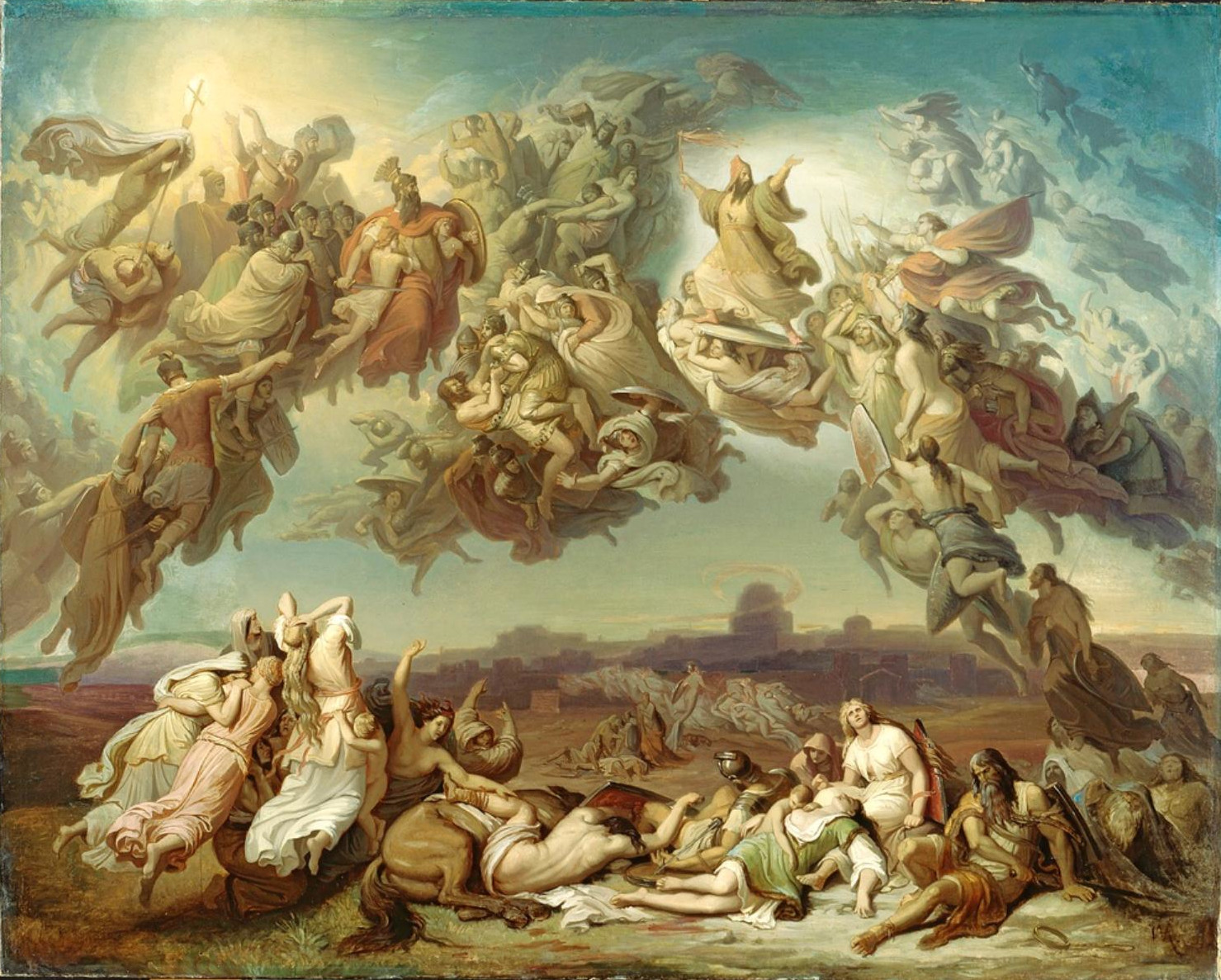
Die Hunnenschlacht, Fresko von Wilhelm von Kaulbach, Vorlage für Liszts Hunnenschlacht

- 29. Dezember: Die Symphonische Dichtung Nr. 11 Hunnenschlacht von Franz Liszt wird in Weimar uraufgeführt.
- Franz Liszts Dante-Sinfonie, inspiriert durch Dante Alighieris Versepos Divina Commedia, hat ihre Uraufführung.
- Louis Spohr vollendet seine Sinfonie Nr. 10 Es-Dur. Es ist die letzte Sinfonie des Komponisten. Sie erscheint zunächst als Opus 156 wird später aber vom Komponisten zurückgezogen.
- Franz Berwald stellt sein Klavierquintett Nr. 2 A-Dur fertig, an dem er bereits seit 1850 gearbeitet hat.
- Anton Bruckner komponiert das weltliche Chorwerk Das edle Herz, WAB 66.
- Niels Wilhelm Gade präsentiert seine Sinfonie Nr. 6 g-Moll, op. 32 der Öffentlichkeit.
- Louis Moreau Gottschalk – Souvenir de Porto Rico für Klavier op. 31
- Giacomo Meyerbeer schreibt das Stück Pater noster für gemischten Chor.
- Joachim Raff veröffentlicht das Werk Ode au printemps, Konzertstück für Klavier und Orchester, op. 76.
- Anton Grigorjewitsch Rubinstein komponiert sein Klaviertrio Nr. 3 B-Dur op. 52, die Cellosonate Nr. 2 G-Dur op. 39 und das Violinkonzert G-dur op. 46.

### Musiktheater (Auswahl)

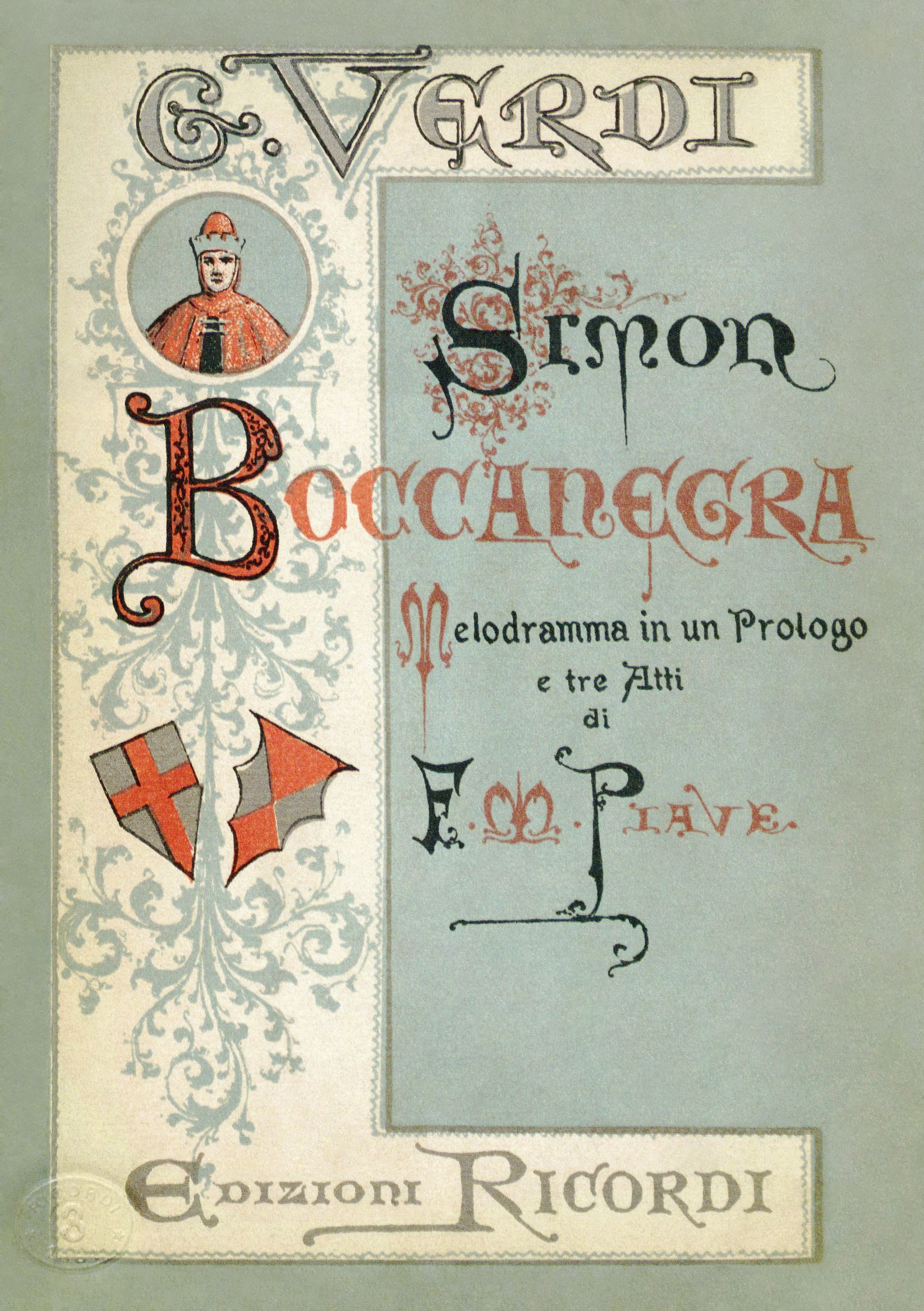
Giuseppe Verdi – Simon Boccanegra – Titelblatt des Librettos, Mailand 1881

- 15. Januar: Die Operette Les trois baisers du diable von Jacques Offenbach wird in Paris (Bouffes-Parisiens, Salle Choiseul) uraufgeführt.
- 12. Februar: Die Operette Croquefer, ou Le dernier des paladins von Jacques Offenbach wird in Paris (Bouffes-Parisiens, Salle Choiseul) uraufgeführt.
- 12. März: Die Oper Simon Boccanegra von Giuseppe Verdi auf ein Libretto von Francesco Maria Piave hat ihre Uraufführung am Teatro La Fenice in Venedig. Als Vorlage dient das Theaterstück Simón Bocanegra von Antonio García Gutiérrez. Die Aufführung wird ein Misserfolg und verschwindet bald von den Spielplänen, was Verdi zu einer Überarbeitung des Stoffes veranlasst.
- 09. April: Die Uraufführung der Opéra-comique oder Opérette Le docteur Miracle (Der Wunderdoktor) von Georges Bizet findet an Jacques Offenbachs Théâtre des Bouffes-Parisiens in Paris statt.
- 30. April: Die Uraufführung der Operette Dragonette von Jacques Offenbach erfolgt am Théâtre des Bouffes-Parisiens in Paris.
- 06. Mai: Uraufführung der Oper Erzsébet von Ferenc Erkel in Budapest.
- 16. Mai: Die Operette Vent du soir, ou L'horrible festin von Jacques Offenbach wird in Paris (Bouffes-Parisiens, Salle Choiseul) uraufgeführt. Das Werk dient als Vorlage der 1862 in Wien erschienenen Operette Häuptling Abendwind oder Das gräuliche Festmahl.
- 27. Juli: Die Operette Une demoiselle en loterie von Jacques Offenbach wird in Paris (Bouffes-Parisiens, Salle Choiseul) uraufgeführt.
- 16. August: Giuseppe Verdis Oper Aroldo mit dem Libretto von Francesco Maria Piave wird am Teatro Nuovo in Rimini mit Erfolg uraufgeführt. Es handelt sich um die umgearbeitete und völlig neu konzipierte Oper Stiffelio, die auf Druck der Zensur nur in entstellter Form in Italien aufgeführt werden darf.
- 03. Oktober: Uraufführung der Oper Maître Griffard von Léo Delibes am Théâtre-Lyrique in Paris
- 10. Oktober: Die Uraufführung der einaktigen Operette Le Mariage aux Lanternes (Die Verlobung bei der Laterne) von Jacques Offenbach auf das Libretto von Michel Carré findet am Théâtre des Bouffes-Parisiens in Paris statt.
- 31. Oktober: Am Carltheater in der Leopoldstadt bei Wien wird die Posse mit Gesang Tannhäuser von Johann Nestroy (Text) und Carl Binder (Musik) uraufgeführt und erhält überwiegend positive Kritiken. Das Stück beruht auf der Travestie Tannhäuser und die Prügelei auf der Wartburg von Hermann Wollheim und parodiert die Oper Tannhäuser und der Sängerkrieg auf Wartburg von Richard Wagner, die am 28. August am Thalia-Theater ihre Wiener Erstaufführung hatte.
- 13. November: Die Operette Les deux pêcheurs, ou Le lever du soleil von Jacques Offenbach wird in Paris (Bouffes-Parisiens, Salle Choiseul) uraufgeführt.
- 27. Dezember: Uraufführung der Oper Pianella von Friedrich von Flotow in Schwerin.

Weitere Bühnenwerksuraufführungen
- Im Teatro San Carlo in Neapel bringt Saverio Mercadante seine Oper Pelagio heraus.
- Friedrich von Flotows Oper Johann Albrecht, Herzog von Mecklenburg kommt in Schwerin zur Uraufführung.
- Die Oper Le Carnaval de Venise von Ambroise Thomas kommt ebenfalls im Jahr 1857 heraus.

### Unterhaltungsmusik
- Johann Strauss (Sohn): Der Komponist brachte im Jahr 1857 folgende Werke heraus: Paroxysmen (Walzer) op. 189; Controversen (Walzer) op. 191; Wien, mein Sinn! (Walzer) op. 192; Phänomene (Walzer) op. 193; Telegrafische Depeschen (Walzer) op. 195; Souvenir de Nizza (Walzer) op. 200; Demi-Fortune-Polka op. 186; Une Bagatelle-Polka op. 187; Herzel-Polka op. 188; Etwas Kleines (Polka française) op. 190; Olga-Polka op. 196; Spleen-Polka op. 197; Alexandrine-Polka op. 198; La Berceuse (Quadrille) op. 194 und die Le beau monde (Quadrille) op. 199.

## Geboren

### Januar bis Juni
- 05. Januar: David Bispham, US-amerikanischer Opernsänger († 1921)
- 07. Januar: Albertine Zehme, österreichische Schauspielerin, Sängerin und Rezitatorin († 1946)
- 17. Januar: Wilhelm Kienzl, österreichischer Komponist († 1941)
- 19. Januar: Karl Wüstefeld, deutscher Organist und Heimatforscher († 1937)
- 20. Januar: Sam Franko, US-amerikanischer Violinist und Musikpädagoge († 1937)
- 30. Januar: Gustav Helsted, dänischer Organist, Komponist und Musikpädagoge († 1924)
- 02. Februar: Jan Drozdowski, polnischer Pianist und Musikpädagoge († 1918)
- 05. Februar: Carl Krebs, deutscher Musikhistoriker und Musikkritiker († 1937)
- 07. Februar: James Hotchkiss Rogers, US-amerikanischer Organist und Komponist († 1940)
- 08. Februar: Hermann Richard Pfretzschner, deutscher Streichinstrumenten-Bogenbauer († 1921)
- 15. Februar: Emanuel Kirschner, deutscher Chasan und Komponist († 1938)

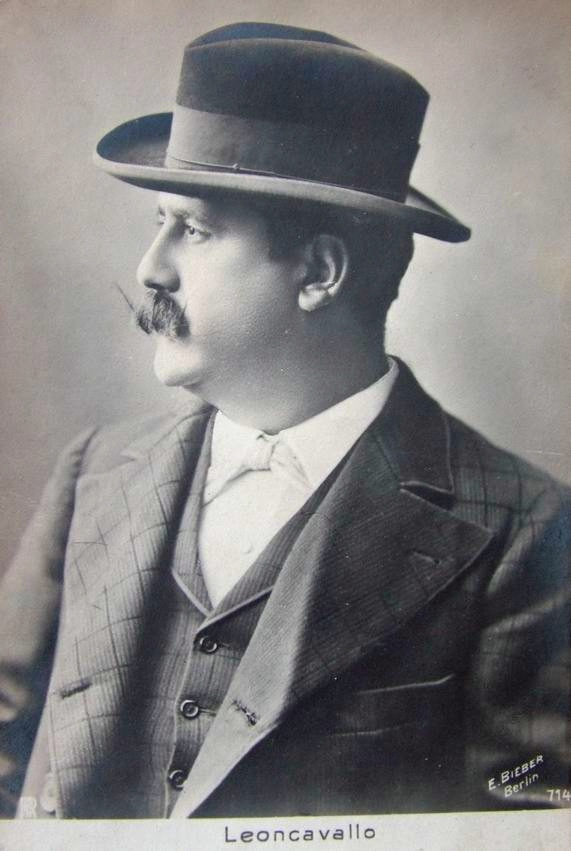
Ruggero Leoncavallo; * 23. April

- 03. März: Alfred Bruneau, französischer Komponist und Musikkritiker († 1934)
- 21. März: Albert Rossow, deutscher Komponist und Dirigent († 1943)
- 08. April: Richard Ludwig Schneider, deutscher Komponist und Musikpädagoge († 1913)
- 14. April: Edgar Stillman Kelley, US-amerikanischer Komponist, Dirigent, Organist, Pianist, Musikkritiker und Musikpädagoge († 1944)
- 15. April: Albert Maria Eibenschütz, deutscher Pianist and Komponist († 1922)
- 23. April: Ruggero Leoncavallo, italienischer Komponist († 1919)
- 29. April: František Ondříček, tschechischer Geiger und Komponist († 1922)
- 02. Mai: Frederic Cliffe, englischer Komponist († 1931)
- 08. Mai: Heinrich Berté, österreich-ungarischer Komponist († 1924)
- 16. Mai: Juan Morel Campos, puerto-ricanischer Komponist († 1896)
- 23. Mai: Adalgisa Gabbi, italienische Opernsängerin († 1933)

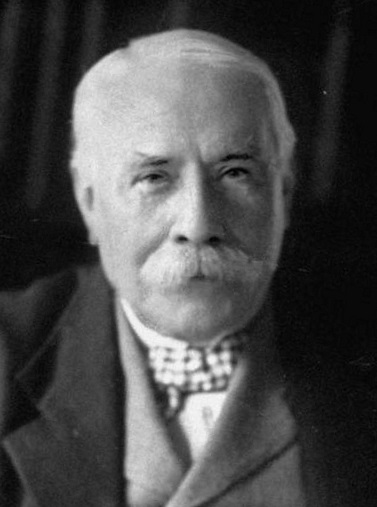
Edward Elgar; * 2. Juni

- 26. Mai: Camillo de Nardis, italienischer Komponist, Dirigent und Musikpädagoge († 1951)
- 30. Mai: Josefine Jurik, österreichische Zitherspielerin und Schriftstellerin († 1895)
- 02. Juni: Edward Elgar, englischer Komponist († 1934)
- 05. Juni: Árpád Doppler, ungarisch-deutscher Komponist († 1927)

### Juli bis Dezember
- 02. Juli: Emil Conrad, deutscher Opernsänger († 1917)
- 05. Juli: Julien Tiersot, französischer Musikwissenschaftler, Komponist und Pionier der Musikethnologie († 1936)
- 08. Juli: Rudolf Dellinger, böhmischer Komponist und Kapellmeister († 1910)

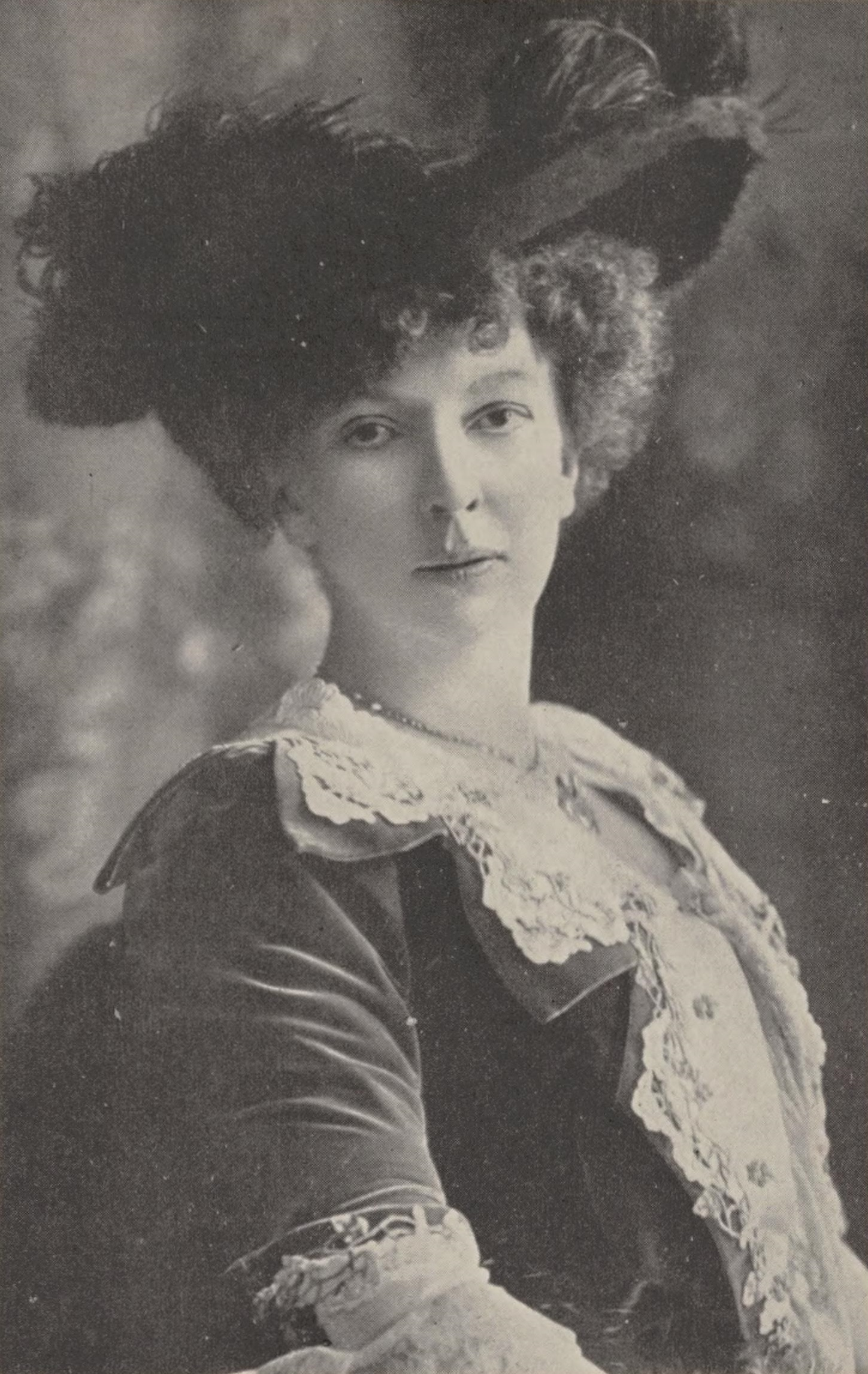
Cécile Chaminade; * 8. August

- 08. August: Cécile Chaminade, französische Pianistin und Komponistin († 1944)
- 18. August: Eusebius Mandyczewski, rumänisch-österreichischer Musikwissenschafter und Komponist († 1929)
- 22. August: Johannes Messchaert, niederländischer Sänger und Gesangspädagoge († 1922)
- 29. August: Clara Samuell, britische Mezzosopranistin († 1920)
- 06. September: Martha Schroeder, deutsche Pianistin († 1895)
- 01. Oktober: Remigio Renzi, italienischer Organist, Komponist und Musikpädagoge († 1938)
- 04. Oktober: Henry Schoenefeld, US-amerikanischer Komponist († 1936)
- 11. Oktober: Henri Cain, französischer Librettist und Maler († 1937)
- 22. November: Giuseppe Magrini, italienischer Cellist, Musikpädagoge und Komponist († 1926)
- 17. Dezember: Niccolò van Westerhout, italienischer Komponist († 1898)

### Genaues Geburtsdatum unbekannt
- Albert Fahr, deutscher Klavierhersteller und Stadtverordnetenvorsteher († 1916)
- Nikolai Semjonowitsch Klenowski, russischer Komponist und Musikpädagoge († 1915)

## Gestorben
- 08. Januar: Johann Gottfried Rode, deutscher Musiker und Komponist (* 1798)
- 10. Januar: Bernhard Dreymann, deutscher Orgelbauer (* 1788)
- 19. Jänner: Franz Limmer, österreichischer Komponist (* 1808)
- 14. Februar: Johannes Bernardus van Bree, niederländischer Komponist der Romantik (* 1800)

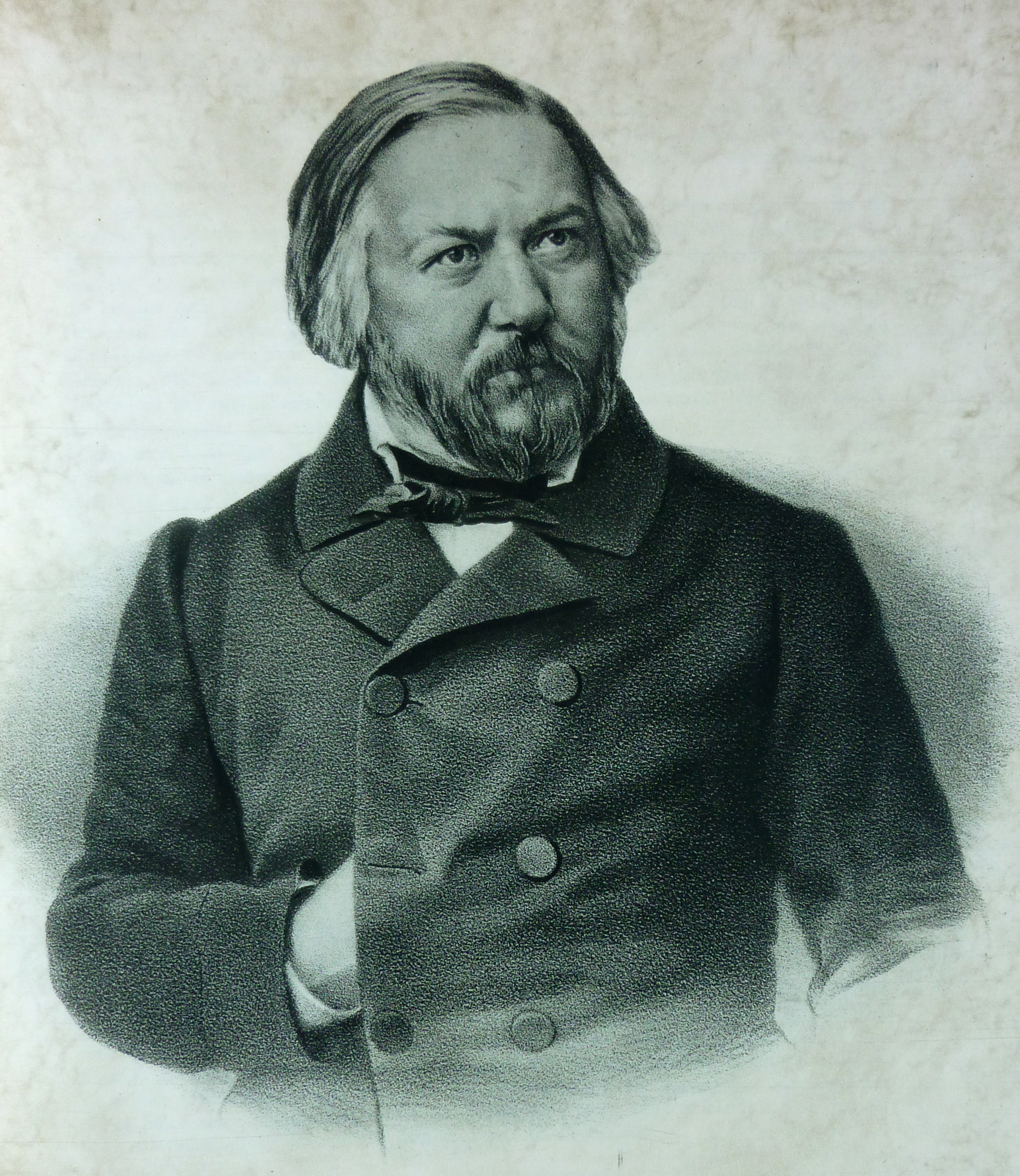
Michael Glinka; † 15. Februar

- 15. Februar: Michail Glinka, russischer Komponist (* 1804)
- 26. Februar: Ole Andreas Lindeman, norwegischer Komponist (* 1768)
- 20. April: Wilhelm Friedrich Riem, deutscher Komponist und Dirigent (* 1779)
- 14. Mai: Jacob Niclas Ahlström, schwedischer Kapellmeister und Komponist (* 1805)
- 21. Mai: Moritz Heinrich Hauser, deutscher Liederkomponist und Dirigent (* 1826)
- 28. Juni: Joseph Fischhof, österreichischer Komponist, Musiklehrer und Autor (* 1803)
- 01. Juli: Josef Wasserburger, Metzger und Volksmusiker (* 1788)
- 13. Juli: Karl Wauer, deutscher Sänger (Bass) und Schauspieler (* 1782)

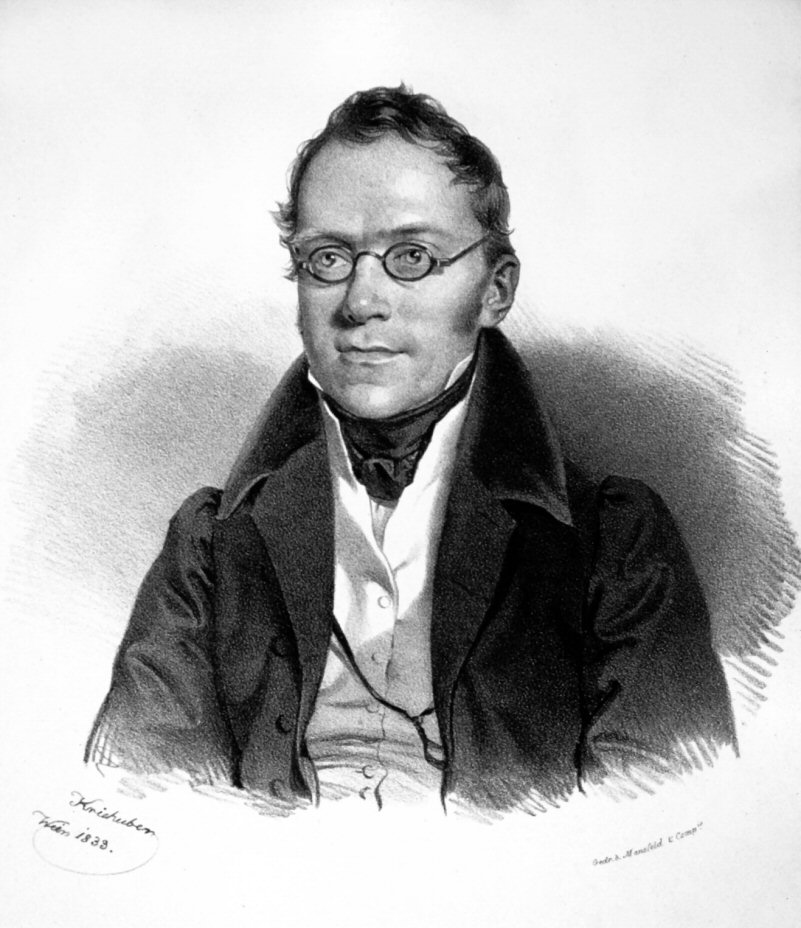
Carl Czerny; † 15. Juli

- 15. Juli: Carl Czerny, österreichischer Pianist und Klavierpädagoge (* 1791)
- 01. August: Emilie Zumsteeg, deutsche Komponistin, Musiklehrerin, Chorleiterin, Pianistin und Musikschriftstellerin (* 1796)
- 14. September: Franz Joseph Merklin, deutscher Orgelbauer (* 1788)
- 18. September: Karol Kurpiński, polnischer Komponist (* 1784)
- 23. Oktober: Jozef Achtel, polnischer Komponist (* 1805)
- 15. November: Anton Tomaschek, Wiener Klavierbauer (* 1806)
- 22. November: Léon Battu, französischer Dramatiker und Librettist (* 1829)
- 10. Dezember: Johann Christian Gottlieb Irmler, deutscher Klavierbauer (* 1790)
- 17. Dezember: Hermann Koenig, deutscher Kornett-Virtuose, Komponist und Metallblasinstrumentenmacher (* 1818)
- 19. Dezember: Johann Daniel Elster, deutscher Musikprofessor und Chorleiter (* 1796)
- 24. Dezember: Félix Cazot, französischer Musikpädagoge und Komponist (* 1790)